# Малинівка (Березівський район)
Мали́нівка — село Іванівської селищної громади Березівського району Одеської області в Україні. Населення становить 420 осіб. Стара назва — Рацулово.

## Населення
Згідно з переписом 1989 року населення села становило 327 осіб, з яких 153 чоловіки та 174 жінки.
За переписом населення 2001 року в селі мешкало 418 осіб.

### Мова
Розподіл населення за рідною мовою за даними перепису 2001 року:
| Мова       | Відсоток |
| ---------- | -------- |
| українська | 70,48 %  |
| російська  | 5,24 %   |
| румунська  | 4,29 %   |
| гагаузька  | 1,19 %   |
| болгарська | 0,24 %   |

## Відомі мешканці

### Народились
- Артеменко Степан Єлизарович (1913-1977) — командир 3-го стрілецького батальйону 447-го стрілецького полку 387-ї стрілецької дивізії, майор. Двічі Герой Радянського Союзу (27 лютого 1945 року, 31 травня 1945 року).